# Campénéac
Campénéac (bret. Kempenieg) to miejscowość i gmina we Francji, w regionie Bretania, w departamencie Morbihan.
Według danych na rok 1990 gminę zamieszkiwało 1406 osób, a gęstość zaludnienia wynosiła 23 osoby/km² (wśród 1269 gmin Bretanii Campénéac plasuje się na 447. miejscu pod względem liczby ludności, natomiast pod względem powierzchni na miejscu 40.).